# Магнолия виргинская
Магнолия виргинская (лат. Magnolia virginiana) — вид цветковых растений, входящий в род Магнолия (Magnolia) семейства Магнолиевые (Magnoliaceae).

## Распространение и экология
В природе ареал вида охватывает Северную Америку — от Пенсильвании до Флориды, Луизианы и Техаса.
|  |
|  |
|  |
|  |

Произрастает по низким и болотистым местам, по долинам рек и небольшим возвышенностям, на севере ареала растет кустообразно в сообществе с клёном красным (Acer rubrum), туей западной (Thuja occidentalis), голубикой высокорослой (Vaccinium corymbosum), подбелом обыкновенным (Andromeda polifolia), Toxicodendron vernix и другими видами.
Самых больших размеров достигает на Флориде на небольших возвышенностях и островах.

## Ботаническое описание
Дерево с листвой, опадающей очень поздно или держащейся с изменённой окраской до развертывания новых листьев, высотой 17—23 м, со стволом диаметром до 90—105 см; иногда растёт кустообразно. Побеги ярко-зелёные, на второй год красновато-коричневые; кора на молодых стволах и толстых ветвях гладкая, светло-коричневая.
Почки слегка опушённые, длиной около 2 см, диаметром 0,4 см. Листья удлинённо-эллиптические или продолговато-широколанцетные, длиной 10—15 см, шириной 3,5—6 см, на вершине закруглённo-туповатые, с ширококлиновидным основанием, сверху голые, тёмно-зелёные, глянцевитые, со вдавленной средней жилкой, снизу сизоватые, коротковойлочно-опушённые, с резко выступающей средней жилкой. Черешки тонкие, длиной 2—2,5 см, голые.
Цветки кремово-белые, ароматные, медленно открывающиеся (иногда в продолжение нескольких недель), чашеобразные, диаметром 5—7 см; доли околоцветника обратнояйцевидные, тупые, выпуклые, в числе 12—15, наружные кожистые, короче внутренних.
Плод — эллипсоидальная сборная листовка диаметром около 2,5—3 см. Семена длиной 6—12 мм.
Цветение в июне — августе. Плодоношение в сентябре — октябре.

## Значение и применение
Интродуцирована в 1688 году. В России имеются единичные экземпляры в субтропических парках Черноморского побережья Кавказа.

## Таксономия
Вид Магнолия виргинская входит в род Магнолия (Magnolia) подсемейства Магнолиевые (Magnolioideae) семейства Магнолиевые (Magnoliaceae) порядка Магнолиецветные (Magnoliales).
|  |                                      |  |                                                             |                                                             |                       |  | ещё 5 семейств (согласно Системе APG II) | ещё 5 семейств (согласно Системе APG II)               |                                                        |  |  |  | род Манглиетия | род Манглиетия          |  |  |
|  |                                      |  |                                                             |                                                             |                       |  | ещё 5 семейств (согласно Системе APG II) | ещё 5 семейств (согласно Системе APG II)               |                                                        |  |  |  | род Манглиетия | род Манглиетия          |  |  |
|  |                                      |  |                                                             | порядок Магнолиецветные                                     |                       |  |                                          |                                                        | подсемейство Магнолиевые                               |  |  |  |                | вид Магнолия виргинская |  |  |
|  |                                      |  |                                                             | порядок Магнолиецветные                                     |                       |  |                                          |                                                        | подсемейство Магнолиевые                               |  |  |  |                | вид Магнолия виргинская |  |  |
|  | отдел Цветковые, или Покрытосеменные |  |                                                             |                                                             | семейство Магнолиевые |  |                                          |                                                        | род Магнолия                                           |  |  |  |                |                         |  |  |
|  | отдел Цветковые, или Покрытосеменные |  |                                                             |                                                             |                       |  |                                          |                                                        |                                                        |  |  |  |                |                         |  |  |
|  |                                      |  | ещё 44 порядка цветковых растений (согласно Системе APG II) | ещё 44 порядка цветковых растений (согласно Системе APG II) |                       |  |                                          | подсемейство Liriodendroidae (согласно Системе APG II) | подсемейство Liriodendroidae (согласно Системе APG II) |  |  |  | ещё 239 видов  |                         |  |  |
|  |                                      |  |                                                             | ещё 44 порядка цветковых растений (согласно Системе APG II) |                       |  |                                          |                                                        | подсемейство Liriodendroidae (согласно Системе APG II) |  |  |  |                |                         |  |  |